# فینال جام لیبرتادورس ۲۰۱۸
فینال جام لیبرتادورس ۲۰۱۸ (انگلیسی: 2018 Copa Libertadores Finals) مسابقه نهایی جام لیبرتادورس ۲۰۱۸ برای تعیین قهرمان پنجاه و نهمین دورهٔ جام لیبرتادورس بود.
این فینال به صورت رفت و برگشت بین دو باشگاه آرژانتینی بوکا جونیورز و ریور پلاته برگزار شد و نخستین سوپرکلاسیکویی بود که در یک رقابت بین‌المللی شکل گرفته. بوکا جونیورز در ۱۱ نوامبر ۲۰۱۸ در بازی رفت در ورزشگاه آلبرتو خ. آرماندو میزبان بود؛ در حالی که بازی برگشت در ورزشگاه سانتیاگو برنابئو در مادرید اسپانیا (زمین بی‌طرف) در ۹ دسامبر ۲۰۱۸ برگزار شد. این آخرین فینالی است که به صورت رفت و برگشت انجام می‌گیرد و از سال ۲۰۱۹ فینال یک تک بازی در ورزشگاهی انتخاب شده، برگزار خواهد شد. به دلیل رقابت شدید میان بوکا و ریور، این بازی «سوپرفینال» نام گرفته‌است.
بازی برگشت این فینال قرار بود به میزبانی ریور پلاته در ورزشگاه مونومنتال آنتونیو وسپوکیو لیبرتی در بوئنوس آیرس، آرژانتین در ۲۴ نوامبر برگزار شود؛ اما بنا به دلایل امنیتی ناشی از حمله به اتوبوس بوکا جونیورز پیش از بازی، میزبانی دور برگشت به خارج از آرژانتین و آمریکای جنوبی انتقال یافت، بعدها تایید شد که بازی در ورزشگاه سانتیاگو برنابئو در مادرید، اسپانیا برگزار خواهد شد. این نخستین باری بود که فینال جام لیبرتادورس در خارج قاره‌ی آمریکای برگزار شد.
قهرمان جام لیبرتادورس ۲۰۱۸ بعنوان نمایندهٔ کونمبول به نیمه نهایی جام باشگاه‌های جهان ۲۰۱۸ در امارات متحده عربی راه یافت.

## تیم‌ها
| تیم          | حضور در فینال‌های پیشین (پررنگ نشانه برنده است)                  |
| ------------ | --------------------------------------------------------------- |
| بوکا جونیورز | ۱۰ (۱۹۶۳، ۱۹۷۷، ۱۹۷۸، ۱۹۷۹، ۲۰۰۰، ۲۰۰۱، ۲۰۰۳، ۲۰۰۴، ۲۰۰۷، ۲۰۱۲) |
| ریور پلاته   | ۵ (۱۹۶۶، ۱۹۷۶، ۱۹۸۶، ۱۹۹۶، ۲۰۱۵)                                |

پس از این که تیم‌های برزیلی در سال‌های ۲۰۰۵ و ۲۰۰۶ در فینال برابر هم قرار گرفتند، این سومین باری بود که دو تیم از یک کشور فینالیست می‌شدند؛ بنابراین این فینال، نخستین فینال تمام آرژانتینی بود؛ همچنین نخستین فینالی بود که تیم‌های همشهری در فینال حضور داشتند.
این نخستین باری بود که سوپرکلاسیکو در فینال جام لیبرتادورس (یا هر فینال بین‌المللی) برگزار می‌شود، همچنین این سومین باری بود که این دو باشگاه در یک فینال برابر هم قرار گرفته‌اند.

## ورزشگاه‌ها
|  |  |

## مسیر رسیدن به فینال
یادداشت: در نتایج زیر، تعداد گل‌های تیم فینالیست در ابتدا نوشته شده است (H: بازی خانگی؛ A: بازی خارج از خانه).
| بوکا جونیورز       | بوکا جونیورز       | بوکا جونیورز       | بوکا جونیورز       | دور            | ریور پلاته    | ریور پلاته    | ریور پلاته    | ریور پلاته    |
| ------------------ | ------------------ | ------------------ | ------------------ | -------------- | ------------- | ------------- | ------------- | ------------- |
| حریف               | نتیجه              | نتیجه              | نتیجه              | مرحله گروهی    | حریف          | نتیجه         | نتیجه         | نتیجه         |
| الیانزا لیما       | ۰–۰ (A)            | ۰–۰ (A)            | ۰–۰ (A)            | بازی ۱         | فلامینگو      | ۲–۲ (A)       | ۲–۲ (A)       | ۲–۲ (A)       |
| جونیور             | ۱–۰ (H)            | ۱–۰ (H)            | ۱–۰ (H)            | بازی ۲         | سانتا فه      | ۰–۰ (H)       | ۰–۰ (H)       | ۰–۰ (H)       |
| پالمیراس           | ۱–۱ (A)            | ۱–۱ (A)            | ۱–۱ (A)            | بازی ۳         | املک          | ۱–۰ (A)       | ۱–۰ (A)       | ۱–۰ (A)       |
| پالمیراس           | ۰–۲ (H)            | ۰–۲ (H)            | ۰–۲ (H)            | بازی ۴         | املک          | ۲–۱ (H)       | ۲–۱ (H)       | ۲–۱ (H)       |
| جونیور             | ۱–۱ (A)            | ۱–۱ (A)            | ۱–۱ (A)            | بازی ۵         | سانتا فه      | ۱–۰ (A)       | ۱–۰ (A)       | ۱–۰ (A)       |
| الیانزا لیما       | ۵–۰ (H)            | ۵–۰ (H)            | ۵–۰ (H)            | بازی ۶         | فلامینگو      | ۰–۰ (H)       | ۰–۰ (H)       | ۰–۰ (H)       |
| نایب قهرمان گروه H | نایب قهرمان گروه H | نایب قهرمان گروه H | نایب قهرمان گروه H | رده بندی نهایی | قهرمان گروه D | قهرمان گروه D | قهرمان گروه D | قهرمان گروه D |
| حریف               | مجموع              | رفت                | برگشت              | مرحله حذفی     | حریف          | مجموع         | رفت           | برگشت         |
| لیبرتاد            | ۶–۲                | ۲–۰ (H)            | ۴–۲ (A)            | یک‌هشتم نهایی   | راسینگ        | ۳–۰           | ۰–۰ (A)       | ۳–۰ (H)       |
| کروزیرو            | ۳–۱                | ۲–۰ (H)            | ۱–۱ (A)            | یک‌چهارم نهایی  | ایندپندینته   | ۳–۱           | ۰–۰ (A)       | ۳–۱ (H)       |
| پالمیراس           | ۴–۲                | ۲–۰ (H)            | ۲–۲ (A)            | نیمه نهایی     | گرمیو         | ۲–۲ (گ.ز.)    | ۰–۱ (H)       | ۲–۱ (A)       |

## حوادث

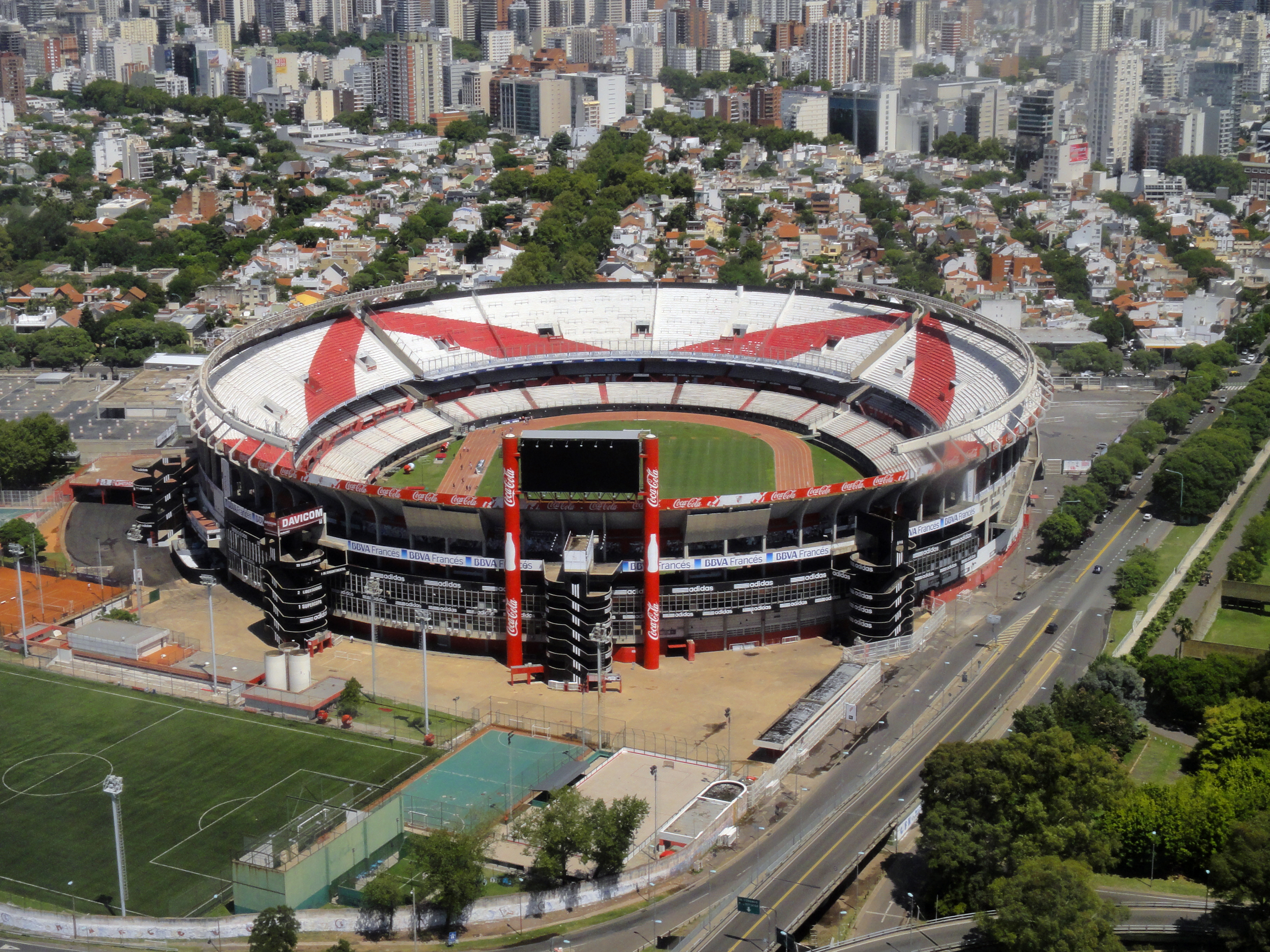
ورزشگاه مونومنتال آنتونیو وسپوکیو لیبرتی در بوئنوس آیرس، آرژانتین، در ابتدا قرار بود که میزبان دور برگشت باشد اما به دلایل امنیتی، محل برگزاری بازی تغییر یافت.

پیش از دور برگشت در ۲۴ نوامبر، اتوبوس بوکا جونیورز در راه ورزشگاه ریور پلاته، مونومنتال آنتونیو وسپوکیو لیبرتی مورد حمله قرار گرفت. پرتاب اجسام به سمت اتوبوس توسط جمعیت، موجب شد که شیشه‌های آن شکسته شوند و اجازه دهد که افشانه فلفل وارد اتوبوس شود. بازیکن‌های زیادی به خاطر شیشه‌های شکسته شده و افشانه فلفل آسیب دیدند و زمان بازی به ساعت ۱۸:۰۰ به وقت محلی تغییر یافت. ساعت آغاز بازی ابتدا به ۱۸:۲۰ و سپس به ۱۹:۱۵ و برای بار دیگر به ۱۹:۳۰ تغییر یافت. پس از تاخیرهای پیاپی، زمان آغاز بازی به روز بعد یعنی ۲۵ نوامبر، ساعت ۱۷:۰۰ به وقت محلی موکول شد. گابریل باتیستوتا مهاجم سابق بوکا جونیورز و ریور پلاته این حملات را «خجالت آور» نامید.
در ۲۵ نوامبر، پیش از انجام بازی برنامه‌ریزی شده، بوکا جونیور درخواست کرد که بازی بار دیگر به تعویق بیفتد تا در شرایط برابر انجام شود، شرایطی که پس از حملات بین دو تیم، نامساوی بود. کونمبول به همین دلیل بازی را به تعویق انداخت. در ۲۷ نوامبر، کونمبول تایید کرد که به دلایل امنیتی، دور برگشت در خارج از آرژانتین در ۸ یا ۹ دسامبر برگزار خواهد شد. در ۲۹ نوامبر، کونمبول تایید کرد که ورزشگاه سانتیاگو برنابئو در مادرید، اسپانیا در ساعت ۲۰:۳۰ به وقت اروپای مرکزی (یوتی‌سی ۱:۰۰+) برگزار خواهد شد.
همچنین پیش از برگزاری بازی رفت، هر دو باشگاه با یکدیگر توافق کردند که به دلایل امنیتی که از حضور هواداران تیم میهمان در هر دو بازی جلوگیری شود؛ اما پس از این که کونمبول تصمیم گرفت که محل برگزاری دور برگشت را به مادرید منتقل کند، این طرح تغییر یافت و ۵٬۰۰۰ بلیت به طرفداران هر تیم تعلق گرفت. علاوه‌بر این ریور پلاته ۴۰۰٬۰۰۰ دلار جریمه شد و دو بازی را در ورزشگاه مونومنتال پشت درهای بسته برگزار خواهد کرد. مسئولیت برقراری امنیت از کونمبول به فدراسیون فوتبال اسپانیا سپرده شد و پدرو سانچز نخست‌وزیر اسپانیا مدعی شد که جهت داشتن «آرایش نظامی لازم برای اطمینان از امینت این رویداد» از پیش برنامه‌ریزی شده است.

## مسابقه‌ها

### دور رفت
در ابتدا دور رفت در روز ۷ نوامبر و دور برگشت در روز ۲۸ نوامبر برنامه‌ریزی شده بود (هر دو در روز چهارشنبه). اما پس از این که فینالیست‌ها مشخص شدند، کونمبول تاریخ دور رفت (به میزبانی بوکا جونیورز به دلیل حضور در سید پایین‌تر) را به روز ۱۰ نوامبر و دور برگشت (به میزبانی ریور پلاته به دلیل حضور در سید بالاتر) به روز ۲۴ نوامبر تغییر داد (هر دو در روز شنبه ساعت ۱۶:۰۰ به وقت محلی). اتحادیه فوتبال آرژانتین با تغییر زمان مخالفت کرد و در نهایت زمان بازی به ساعت ۱۷:۰۰ تغییر یافت. دور رفت، دو ساعت پیش از آغاز بازی به دلیل آبگرفتگی ناشی از سیل در ورزشگاه آلبرتو خ. آرماندو به تعویق افتاد. تاریخ برگزاری بازی به روز بعد یعنی ۱۱ نوامبر و زمان آن به ساعت ۱۶:۰۰ موکول شد.  بازی تا دقیقه‌ی ۳۴ بدون گل دنبال می‌شد که با گلزنی رامون آبیلا بوکا یک بر صفر جلو افتاد اما تنها ۹۰ ثانیه بعد، لوکاس پراتو گل تساوی تیمش را زد. داریو بندتو بار دیگر دروازهٔ ریور پلاته را باز کرد تا بازی در پایان نیمهٔ نخست با نتیجه‌ی ۲–۱ دنبال شود اما پس از این که در دقیقه‌ی ۶۱ کارلوس ایزکیردوس دروازهٔ خودی را باز کرد، بازی به تساوی کشیده شد و با همان نتیجهٔ ۲–۲ به پایان رسید.

| بوکا جونیورز            | ۲–۲   | ریور پلاته                           |
| ----------------------- | ----- | ------------------------------------ |
| آبیلا ۳۴' · بندتو ۴۵+۱' | گزارش | پراتو ۳۵' · ایزکیردوس ۶۱' (گل‌به‌خودی) |

| بوکا جونیورز | ریور پلاته |

| GK                | ۱۲ | آگوستین روسی     |       |     |
| RB                | ۲۹ | لئوناردو خارا    | '۳۷   | '۸۳ |
| CB                | ۲۱ | کارلوس ایزکیردوس |       |     |
| CB                | ۶  | لیساندرو ماگایان |       |     |
| LB                | ۲۰ | لوکاس اولازا     |       |     |
| CM                | ۱۵ | ناهیتان ناندس    |       |     |
| CM                | ۱۶ | ویلمار باریوس    |       |     |
| CM                | ۸  | پابلو پرس (ک)    |       |     |
| RW                | ۲۲ | ویا کانو         | '۴۳   | '۷۳ |
| CF                | ۱۷ | رامون آبیلا      | '۴۸   |     |
| LW                | ۷  | کریستین پاوون    |       | '۲۷ |
| ذخیره‌ها:          |    |                  |       |     |
| GK                | ۲۸ | کارلوس لامپه     |       |     |
| DF                | ۲  | پائولو گولتس     |       |     |
| DF                | ۲۴ | خولیو بوفارینی   |       | '۸۳ |
| MF                | ۵  | فرناندو گاگو     |       |     |
| FW                | ۱۸ | داریو بندتو      |       | '۲۷ |
| FW                | ۱۹ | مائورو زاراته    |       |     |
| FW                | ۲۳ | کارلوس توس       | '۹۰+۵ | '۷۳ |
| سرمربی:           |    |                  |       |     |
| گیرمو باروس شلوتو |    |                  |       |     |

| GK            | ۱  | فرانکو آرمانی           |     |     |
| CB            | ۲  | جوناتان مایدانا (ک)     |     |     |
| CB            | ۲۸ | لوکاس مارتینز کوارتا    |     | '۵۸ |
| CB            | ۲۲ | خاویر پینولا            |     |     |
| RWB           | ۲۹ | گونسالو مونتیل          |     |     |
| LWB           | ۲۰ | میلتون کاسکو            | '۶۷ |     |
| CM            | ۱۵ | اسکیل پالاسیوس          |     |     |
| CM            | ۲۴ | انسو پرس                |     | '۷۵ |
| CM            | ۱۰ | گونزالو نیکولاس مارتینز |     | '۷۷ |
| CF            | ۱۹ | رافائل سانتوس بوره      | '۷۵ |     |
| CF            | ۲۷ | لوکاس پراتو             |     |     |
| ذخیره‌ها:      |    |                         |     |     |
| GK            | ۱۴ | خرمان لوکس              |     |     |
| MF            | ۵  | برونو زوکولینی          |     | '۷۵ |
| MF            | ۸  | خوان فرناندو کینترو     |     | '۷۷ |
| MF            | ۱۸ | کامیلو مایادا           |     |     |
| MF            | ۲۶ | ایگناسیو فرناندس        |     | '۵۸ |
| FW            | ۷  | رودریگو مورا            |     |     |
| FW            | ۹  | خولین آلوارز            |     |     |
| سرمربی:       |    |                         |     |     |
| ماتیاس بیسکای |    |                         |     |     |

| کمک داورها: کریستین شیمن (شیلی) کلائودیو ریوس (شیلی) داور چهارم: دیگو آرو (پرو) کمک داور ویدئویی: خولیو باسکونیان (شیلی) کمک کمک داور ویدئویی: پیرو ماسا (شیلی) کارلوس آستروسا (شیلی) | قوانین بازی - ۹۰ دقیقه. - ۷ بازیکن باید برای تعویض روی نیمکت باشند و حق استفاده از ۳ تای آن‌ها وجود دارد. |

### دور برگشت
| ریور پلاته                                  | ۳–۱ (و.ا.) | بوکا جونیورز |
| ------------------------------------------- | ---------- | ------------ |
| پراتو ۶۸' · کینترو ۱۰۹' · گ. مارتینز ۱۲۰+۲' | گزارش      | بندتو ۴۴'    |

| ریور پلاته | بوکا جونیورز |

| GK            | ۱  | فرانکو آرمانی           |        |      |
| RB            | ۲۹ | گونسالو مونتیل          |        | '۷۴  |
| CB            | ۲  | جوناتان مایدانا         | '۸۳    |      |
| CB            | ۲۲ | خاویر پینولا            |        |      |
| LB            | ۲۰ | میلتون کاسکو            | '۱۲۰+۱ |      |
| CM            | ۲۴ | انسو پرس                |        |      |
| CM            | ۲۳ | لئوناردو پونزیو (ک)     | '۲۷    | '۵۸  |
| RW            | ۲۶ | ایگناسیو فرناندس        | '۸۱    | '۱۱۱ |
| AM            | ۱۵ | اسکیل پالاسیوس          |        | '۹۷  |
| LW            | ۱۰ | گونزالو نیکولاس مارتینز |        |      |
| CF            | ۲۷ | لوکاس پراتو             |        |      |
| ذخیره‌ها:      |    |                         |        |      |
| GK            | ۱۴ | خرمان لوکس              |        |      |
| DF            | ۲۸ | لوکاس مارتینز کوارتا    |        |      |
| MF            | ۵  | برونو زوکولینی          |        | '۱۱۱ |
| MF            | ۸  | خوان فرناندو کینترو     |        | '۵۸  |
| MF            | ۱۸ | کامیلو مایادا           |        | '۷۴  |
| FW            | ۷  | رودریگو مورا            |        |      |
| FW            | ۹  | خولین آلوارز            |        | '۹۷  |
| سرمربی:       |    |                         |        |      |
| ماتیاس بیسکای |    |                         |        |      |

| GK                | ۱  | استبان آندرادا   |         |      |
| RB                | ۲۴ | خولیو بوفارینی   |         | '۱۱۱ |
| CB                | ۲۱ | کارلوس ایزکیردوس |         |      |
| CB                | ۶  | لیساندرو ماگایان |         |      |
| LB                | ۲۰ | لوکاس اولازا     |         |      |
| CM                | ۱۵ | ناهیتان ناندس    |         |      |
| CM                | ۱۶ | ویلمار باریوس    | '۸۷ '۹۲ |      |
| CM                | ۸  | پابلو پرس (ک)    | '۴۳     | '۸۹  |
| RW                | ۲۲ | ویا کانو         |         | '۹۶  |
| CF                | ۱۸ | داریو بندتو      |         | '۶۲  |
| LW                | ۷  | کریستین پاوون    |         |      |
| ذخیره‌ها:          |    |                  |         |      |
| GK                | ۱۲ | آگوستین روسی     |         |      |
| DF                | ۲  | پائولو گولتس     |         |      |
| DF                | ۲۹ | لئوناردو خارا    |         | '۹۶  |
| MF                | ۵  | فرناندو گاگو     |         | '۸۹  |
| FW                | ۱۷ | رامون آبیلا      |         | '۶۲  |
| FW                | ۱۹ | مائورو زاراته    |         |      |
| FW                | ۲۳ | کارلوس توس       | '۱۲۰+۱  | '۱۱۱ |
| سرمربی:           |    |                  |         |      |
| گیرمو باروس شلوتو |    |                  |         |      |